# Anywhere I Lay My Head
Anywhere I Lay My Head è il primo album in studio dell'attrice statunitense Scarlett Johansson, pubblicato nel 2008.

## Il disco
Il disco è uscito per la Atco Records ed è stato registrato nella primavera 2007 presso i Dockside Studios di Maurice (Louisiana).
La produzione è di David Andrew Sitek, conosciuto come membro dei TV on the Radio e già collaboratore di Yeah Yeah Yeahs e Celebration.
L'album contiene quattro canzoni scritte da Tom Waits, sei scritte da Waits con la moglie Kathleen Brennan e un brano originale, Song for Jo, scritto dalla Johansson e da Sitek.
Falling Down è il brano pubblicato come primo singolo nel marzo 2008.
David Bowie contribuì vocalmente ai cori delle tracce 3 e 5 sul disco.

## Tracce
1. Fawn – 2:32
2. Town with No Cheer – 5:03
3. Falling Down – 4:55
4. Anywhere I Lay My Head – 3:38
5. Fannin Street – 5:06
6. Song for Jo – 4:09
7. Green Grass – 3:33
8. I Wish I Was in New Orleans – 3:59
9. I Don't Wanna Grow Up – 4:11
10. No One Knows I'm Gone – 2:57
11. Who Are You – 4:20